# Olivia Harris (photojournaliste)
Pour les articles homonymes, voir Olivia Harris et Harris.
Olivia Harris est une réalisatrice, femme de théâtre et photographe photojournaliste britannique.

## Biographie
Olivia Harris vit et travaille à Londres. Elle a été photojournaliste pour Reuters, correspondante à Londres et en Asie du Sud-Est. Elle a couvert un tremblement de terre au Népal, le trafic d'êtres humains dans la mer d'Andaman et les élections au Myanmar. 
Elle se consacre actuellement à des travaux documentaires de long terme, avec un intérêt particulier pour les questions de genre. Elle a exposé dans le monde entier.

## Prix et récompenses
- World Press Photo, 2019, Contemporary Issues, 1er Prix, stories[1].